# Буэнос-Айресская конвенция
Буэнос-Айресская конвенция — международный договор между панамериканскими государствами в сфере авторского права. Конвенция была подписана 11 августа 1910 года.

## История
В конце XIX — начале XX века на территории Америки помимо Буэнос-Айрессой конвенции был подписан целый ряд конвенций, регламентирующих международное авторское право. Сюда можно причислить Конвенцию о литературной и художественной собственности 1889 года (Монтевидео, Уругвай), Конвенцию о литературной и художественной собственности 1902 года (Мехико, Мексика), Конвенцию 1906 года (Рио-де-Жанейро, Бразилия), Конвенцию 1911 года (Каракас, Колумбия), Конвенцию 1928 года (Гавана, Куба), Конвенцию 1946 года (Вашингтон, США).
В течение второй половины XX века все американские страны присоединились к Всемирной конвенции об авторском праве и Бернской конвенции.

## Особенности конвенции
Конвенция действует в отношении литературных и художественных произведений. В это понятие входят:
- хореографические и музыкальные произведения, рисунки, скульптуры, гравюры;
- драматические произведения;
- фотографические произведения, эскизы, планы, астрономические или географические модели Земли;
- геологические и топологические произведения, архитектурные и другие научные произведения

Конвенция признаёт презумпцию авторства, это значит, что лицо, указанное на экземпляре как автор таковым и является, если не доказано обратное. Также вместо имени собственного автор вправе указывать свой псевдоним.
Отличным от Бернской конвенции было то, что произведение защищалось лишь в случае, если оно содержало информацию о защите авторским правом. Не совсем чёткие формулировки давали неясную трактовку этой нормы. В общем смысле, необходимо было на экземплярах, защищённых авторским правом оставлять уведомление для третьих лиц: фразой «Все права защищены» (англ. All rights reserved, исп. Todos los derechos reservados, порт. Todos os direitos reservados).
Также в конвенции рассматривалось и было принято «правило более короткого срока» охраны авторских прав. Его смысл состоит в том, что при несовпадении сроков охраны авторского права в стране создания произведения или в стране охраны, применялся более короткий срок.
Буэнос-Айресская конвенция имеет «специальное соглашение» в соответствии со статьей 20 Бернской конвенции. Это соглашение устанавливает определение страны происхождения произведения и, следовательно, срок охраны, необходимый в странах, применяющих «правило более короткого срока»: когда работа одновременно опубликована в государстве конвенции и государстве вне конвенции, в качестве источника права будет выбрана страна конвенции, независимо от срока охраны в не подписавшем конвенцию государстве.

## Страны, подписавшие конвенцию
В таблице ниже представлен список американских стран с датами подписания ими важнейших международных документов, касающихся авторского права
| Государство              | Буэнос-Айресская конвенция | ВКАП             | Бернская конвенция |
| ------------------------ | -------------------------- | ---------------- | ------------------ |
| Аргентина                | 19 апреля 1950             | 13 февраля 1958  | 10 июня 1967       |
| Боливия                  | 15 мая 1914                | 22 марта 1990    | 4 ноября 1993      |
| Бразилия                 | 31 августа 1915            | 13 января 1960   | 9 февраля 1922     |
| Чили                     | 14 июня 1955               | 16 сентября 1955 | 5 июня 1970        |
| Колумбия                 | 23 декабря 1936            | 18 июня 1976     | 7 марта 1988       |
| Коста-Рика               | 30 ноября 1916             | 16 сентября 1955 | 10 июня 1978       |
| Доминиканская Республика | 31 октября 1912            | 8 мая 1983       | 24 декабря 1997    |
| Эквадор                  | 27 апреля 1914             | 5 июня 1957      | 9 октября 1991     |
| Гватемала                | 28 марта 1913              | 28 октября 1964  | 11 января 1997     |
| Гаити                    | 27 ноября 1919             | 16 сентября 1955 | 11 января 1996     |
| Гондурас                 | 27 апреля 1914             |                  | 25 января 1990     |
| Мексика                  | 24 апреля 1964             | 12 мая 1957      | 11 июня 1967       |
| Никарагуа                | 15 декабря 1913            | 16 августа 1961  | 23 августа 2000    |
| Панама                   | 25 ноября 1913             | 17 октября 1962  | 8 июня 1996        |
| Парагвай                 | 20 сентября 1917           | 11 марта 1962    | 2 января 1992      |
| Перу                     | 30 апреля 1920             | 16 октября 1963  | 20 августа 1988    |
| США                      | 1 августа 1911             | 16 сентября 1955 | 1 марта 1989       |
| Уругвай                  | 11 мая 1919                | 12 апреля 1993   | 10 июля 1967       |

Источники: Бюро авторского права США ЮНЕСКО, ВОИС